# Greg Walden

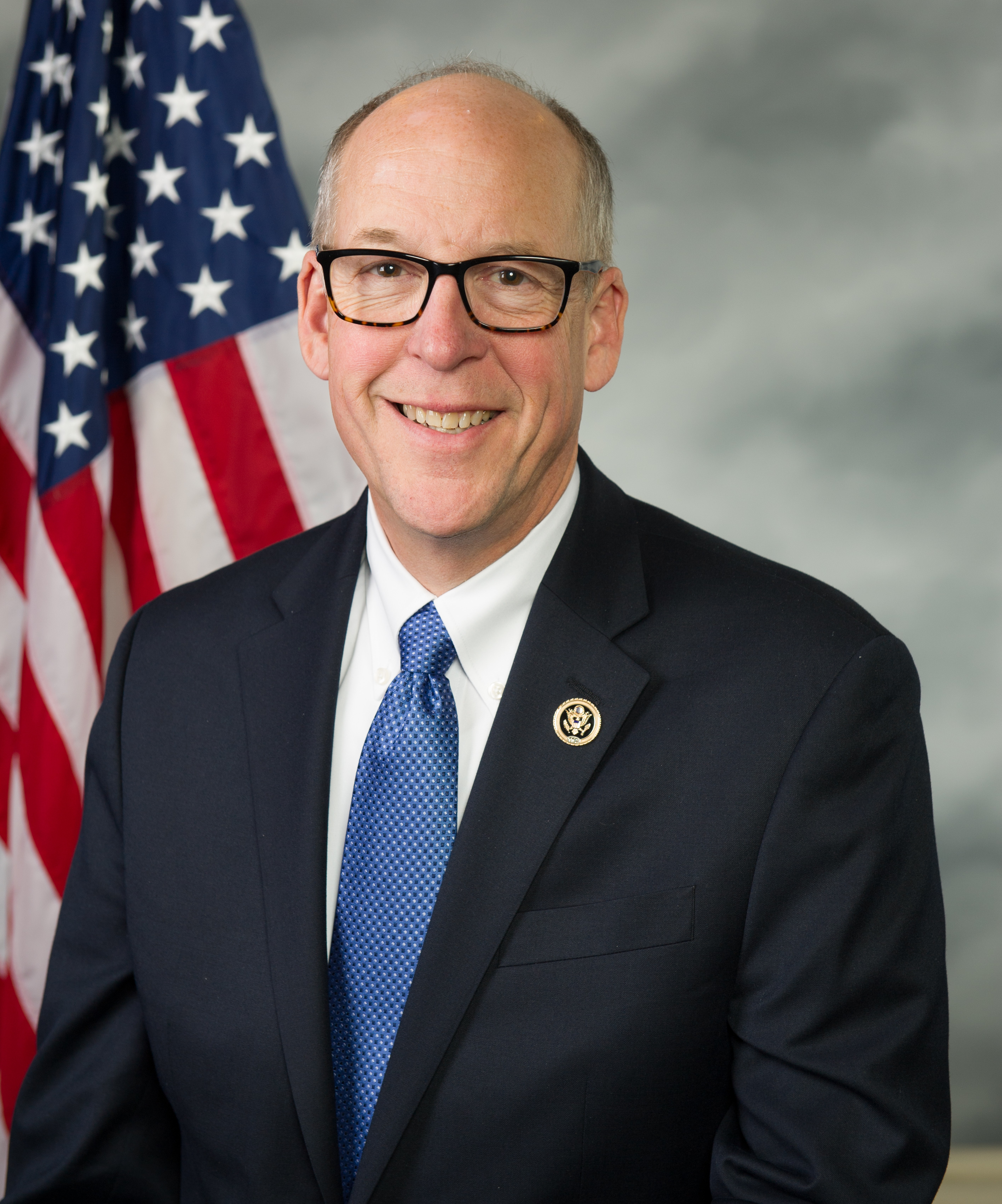
Greg Walden (2015)

Gregory „Greg“ Paul Walden (* 10. Januar 1957 in The Dalles, Oregon) ist ein US-amerikanischer Politiker. Von 1999 bis 2021 vertrat er den 2. Kongresswahlbezirk des Bundesstaates Oregon im US-Repräsentantenhaus.

## Werdegang
Greg Walden besuchte bis 1981 die University of Oregon in Eugene. Später wurde er zusammen mit seiner Frau Mylene Eigentümer eines Kommunikationsunternehmens. Politisch wurde er Mitglied der Republikanischen Partei. Zwischen 1981 und 1987 arbeitete er im Stab des Kongressabgeordneten Denny Smith; von 1988 bis 1995 war er Abgeordneter im Repräsentantenhaus von Oregon. Danach saß er von 1995 bis 1997 im Staatssenat, wo er Fraktionsleiter der republikanischen Senatoren war. Zwischenzeitlich strebte er eine Kandidatur zum Gouverneur von Oregon an. Nachdem bei seinem noch ungeborenen Sohn ein Herzfehler festgestellt worden war, gab er diese Pläne jedoch auf. Das Kind verstarb kurz nach der Geburt.
Im Jahr 1994 war Greg Walden Wahlkampfhelfer von Wes Cooley, der damals in das US-Repräsentantenhaus gewählt wurde. Nachdem dieser wegen einiger Lügen über seine militärische Vergangenheit im Jahr 1996 nicht mehr nominiert wurde, machte sich Walden Hoffnungen auf eine Nominierung für dessen Platz im Kongress. Im Vorfeld hatte er eine Kandidatur als unabhängiger Kandidat in Erwägung gezogen, die er aber aus parteitaktischen Gründen wieder zurücknahm, um einen Sieg der Demokraten zu verhindern. Die Nominierung der Partei ging 1996 allerdings an Robert Freeman Smith, der bereits zwischen 1983 und 1995 Kongressabgeordneter des zweiten Wahlbezirks von Oregon gewesen war. Smith war ein Freund von Walden und schlug diesen 1998 als seinen Nachfolger vor, da er nicht die Absicht hatte, selbst noch einmal zu kandidieren.
Im Jahr 1998 wurde Greg Walden dann in das US-Repräsentantenhaus gewählt, wo er sein Mandat ab dem 3. Januar 1999 wahrnahm. Da er bei allen folgenden zehn Wahlen zwischen 2000 und 2018 wiedergewählt wurde, konnte er sein Mandat bis Januar 2021 ausüben. Walden ist bzw. war Mitglied im Energie- und Handelsausschuss sowie in zwei von dessen Unterausschüssen. Vormals gehörte er auch dem Ausschuss, der sich mit der globalen Erwärmung und der Energieunabhängigkeit befasst, an. Ab 2013 leitete er das National Republican Congressional Committee. 
Im Oktober 2019 kündigte er an, sich bei der Wahl zum Repräsentantenhaus der Vereinigten Staaten 2020 nicht erneut für seinen Sitz in dem Gremium zu bewerben. Seinen Platz im Repräsentantenhaus konnte Cliff Bentz gewinnen, der ebenfalls der Republikanischen Partei angehört.
Privat wohnt er mit seiner Frau in Hood River. Das Paar hat einen Sohn. Walden ist unter anderem Mitglied der örtlichen Handelskammer und des Rotary Clubs.